# Triakis megalopterus
Triakis megalopterus — акула з роду Леопардова акула родини Куницеві акули. Інші назви «прямозуба куницева акула», «капська потрійнозуба акула».

## Опис
Загальна довжина досягає 1,74 м при вазі 40 кг, в середньому становить 1,4 м. Голова коротка. Морда округла. Очі помірно великі, овальні, горизонтальної форми, з мигальною перетинкою. Ніздрі з носовими клапанами. Губні борозни глибокі. Рот відносно великий. Зуби дрібні, гострі. У неї 5 пар зябрових щілин. Тулуб стрункий, дещо масивний. Грудні плавці великі, з округлими кінчиками. Має 2 спинних плавця, з яких передній трохи більше за задній. Передній спинний плавець позаду грудних плавців. Задній починається перед анальним плавцем і закінчується навпроти нього. Анальний плавець маленький. Хвіст вузький. Хвостове стебло масивне, верхня лопать розвинена краще за нижню.
Забарвлення спини темно-сіре з бронзовим відливом. або коричнево-сіре. По всьому тілу розкидані темні плямочки, які з віком стають чіткіше. Черево має білуватий колір.

## Спосіб життя
Тримається на глибині до 50 м, зазвичай — до 10 м. Воліє піщані ділянки поблизу скелястих, кам'янистих, рифових утворені, що поросли водоростями. Майже не віддаляється від дна. Під час парування утворює великі скупчення. Доволі активна. Полює цілодобово, переважно у присмерку або вночі. Вдень може відпочивати в щілинах та серед коралів. Живиться креветками, крабами, омарами, восьминогами, кальмарами, костистою рибою, молоддю котячих акул, невеличкими скатами.
Статева зрілість у самців настає при розмірах 1,2-1,4 м та віці 11-13 років, самиць — 1,3-1,5 м (вік 15-16 років). Це яйцеживородна акула. У червні починають шлюбні ігри. Вагітність триває 20 місяців. Породілля відбувається у травні-серпні. Самиця народжує 6-12 акуленят завдовжки 30-32 см. Репродуктивність низька: самиця народжує 1 раз у 2-3 роки.
Тривалість життя становить 25 років.
М'ясо їстівне. Є об'єктом місцевого вилову. Часто ловляться для тримання в акваріумах та океанаріумах.

## Розповсюдження
Мешкає біля узбережжя Африки: від південної Анголи до Мозамбіку.